# آزادسازی جزایر مانش

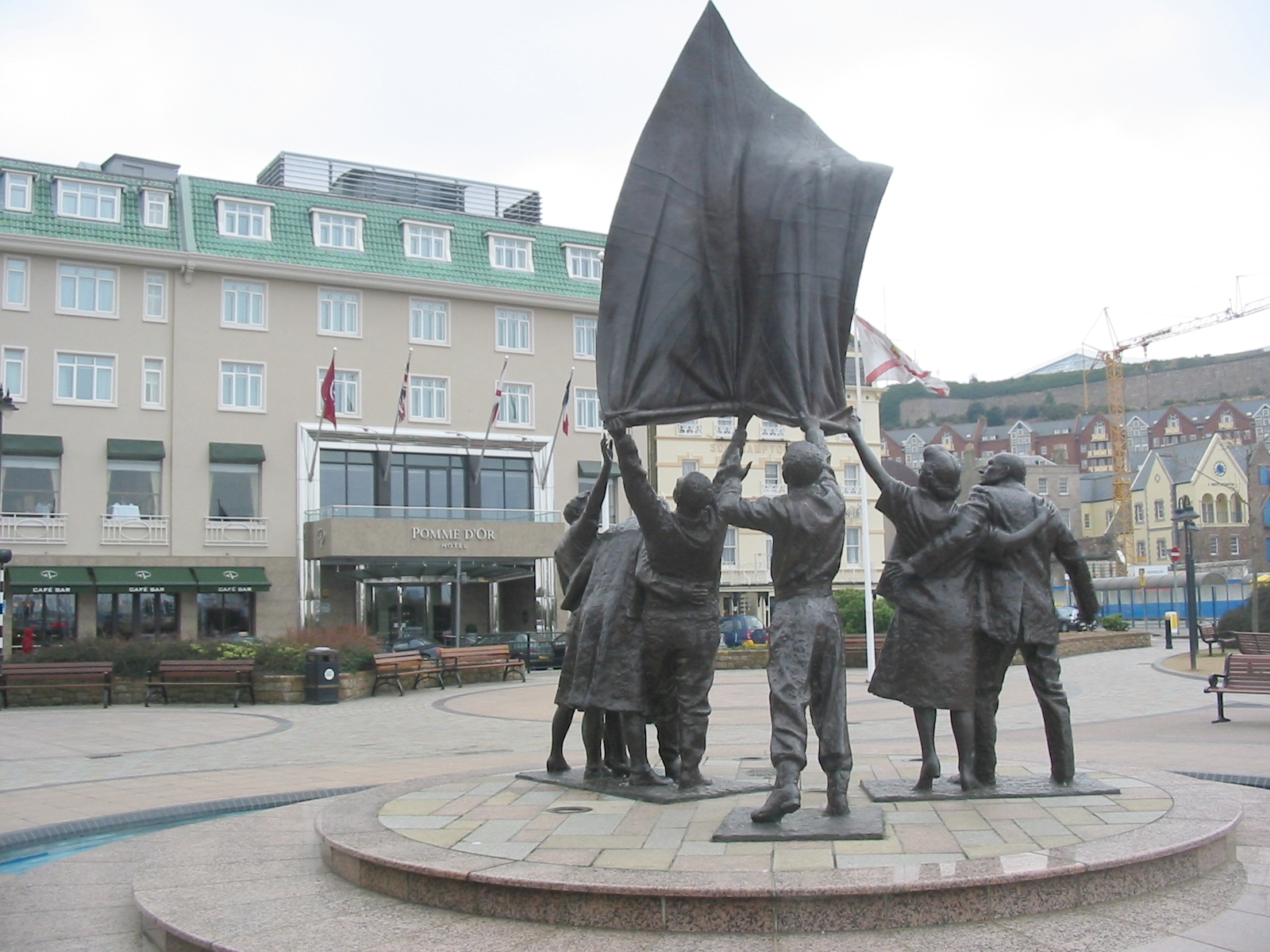
مجسمه آزادی در مقابل Pomme d'Or، جرزی

آزادسازی جزایر مانش از اشغال آلمان (انگلیسی: Liberation of the German-occupied Channel Islands) در ماه مه ۱۹۴۵ بوقوع پیوست.

## آزادسازی مانش
جزایر مانش در طول جنگ جهانی دوم توسط نیروهای آلمان از ۳۰ ژوئن ۱۹۴۰ تا مه ۱۹۴۵ اشغال شد.
در ۳۰ آوریل ۱۹۴۵، هیتلر مرد، پرچم‌های آلمان در جزایر مانش به حالت نیمه افراشته درآمد و پرچم احزاب مخالف به‌طور آشکارا در این جزایر برافراشته شد. این جزایر توسط نیروهای بریتانیایی آزاد شدند. دادگستری جزیره جرزی خواستار آرامش شد.
تجهیزات و کالا از انگلستان به سوی جزایر روانه شد. در همه جا پرچم وطن پرستان برافراشته شده بود نیروهای آلمانی در جزایر از آینده‌شان نگران بودند. رهبران برای جلوگیری از درگیری مردم با سربازان آلمانی خواهان آرامش شدند. آنها نمی‌خواستند ساکنان دست به انتقام‌گیری بزنند.

## مدال‌های مقاومت

مدال‌های مقاومت

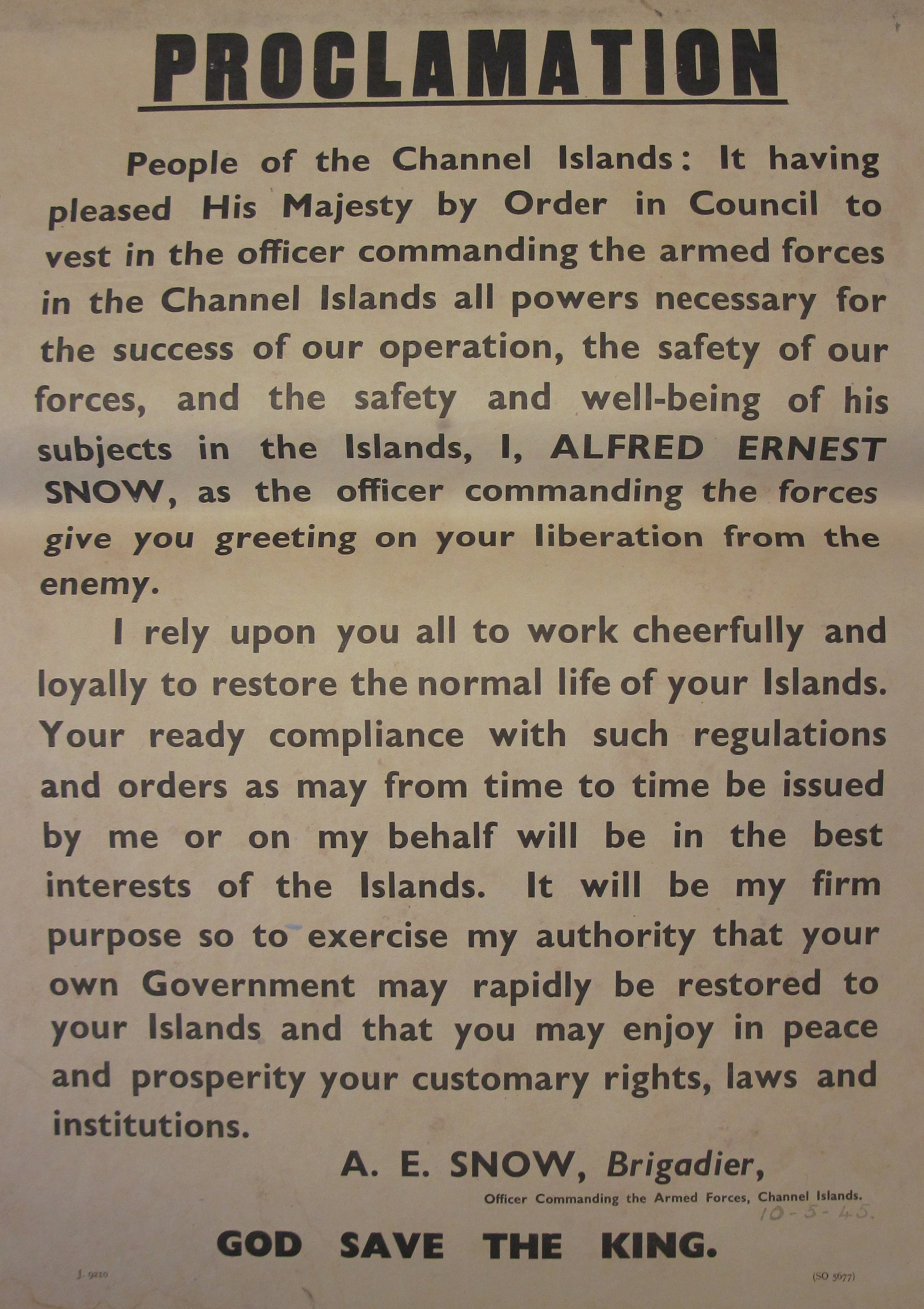
بیانیه آزادی جزایر مانش ۱۹۴۵

گروه‌های سیاسی ساکن جزایر مدال‌های مقاومت را که روی آنها سه پلنگ وجود داشت تهیه کردند. این مدال‌ها در روی لباس و خودروهای ساکنان نصب شد.

## آزادی زندانیان سیاسی
در ۷ ماه مه مقامات قضایی جزیره جرزی به زندان این جزیره رفتند و ۳۰ زندانی سیاسی را آزاد کردند. پیامی توسط فرماندهی جنوب به فرمانده آلمانی‌ها در جزایر مانش داده شد. در این پیام آمده بود کشتی‌ها به زودی خواهند رسید و آلمان‌ها باید تسلیم شوند. پاسخ آلمانیها این بود که آنها دستورها را از فرمانده آلمانی شان می‌گیرند.
همه چیز در هشتم ماه مه تغییر کرد، آلمانی‌ها همه زندانیان سیاسی دیگر شامل زندانیان انگلیسی، فرانسوی و آمریکایی و همه زندانیان آلمانی در جزایر مانش را آزاد کردند.

## اعلام آزادی مانش
رادیوهایی که در زمان سلطه آلمان‌ها ممنوع شده بود آزاد شدند. این رادیوها به بلندگوها متصل می‌شدند و اخبار آنها در خیابانها پخش می‌شد. وینستون چرچیل در ساعت ۳ بعد از ظهر روز هشت مه از رادیو اعلام کرد: «بعد از نیمه شب امشب جنگ و خونریزی پایان می‌یابد، اما در تلاش برای حفظ جانها آتش‌بس از دیروز شروع شد و جزایر عزیز مانش نیز امروز آزاد می‌شود.»